# باشگاه ورزشی الحریه
باشگاه ورزشی الحریه (عربی: نادي الحرية الرياضي) یک باشگاه فوتبال سوری مستقر در حلب است. این باشگاه در سال ۱۹۵۲ با نام العربی تأسیس شد و در سال ۱۹۷۲ به الحریه تغییر نام داد. بازی‌های خانگی الحریه در ورزشگاه الحمدانیه برگزار می‌شود.

## افتخارات
- لیگ برتر فوتبال سوریه:
  - قهرمانی: ۱۹۹۲، ۱۹۹۴
- جام سوریه:
  - برنده: ۱۹۹۲